# Barbens
Barbens – gmina w Hiszpanii, w prowincji Lleida, w Katalonii, o powierzchni 7,63 km². W 2011 roku gmina liczyła 928 mieszkańców.